# Jenaro Abasolo Navarrete
Jenaro Abasolo Navarrete (Santiago de Xile, 1833 — 1884) va ser un filòsof, polític, sociòleg i enginyer xilè, reconegut com “el filòsof més important del segle xix i com un dels més originals filòsofs xilens”.

## Biografia
Va estudiar en l'Institut Nacional, va obtenir el títilo d'Enginyer de Mines per la Universitat de Xile, i es va exercir com a professor de matemàtiques en el Col·legi de Mines de Copiapó. Viatja a Perú i l'Argentina. Resideix cert temps a París. Fou influenciat per l'escola Idealista alemanya, particularment per Kant i Hegel. Amic i deixeble de Francisco Bilbao. Deista, crític del positivisme de Auguste Comte; es distingeix pel seu pensament americanista, idealista i social.

## Pensament
El pensament d'Abasolo està reflectit en una de les seves principals obres; ""La personalidad política y la América del porvenir", publicat pòstumament el 1907. En ella "va reflexionar sobre les institucions, pràctiques i idees que determinen i fan possible la conformació de l'Estat-nació xilè. Va plantejar l'ideari polític-filosòfic del país a través de conceptes ètics, estètics, econòmics, socials, religiosos i educatius. Va prendre com a referent les idees de personalitat política cap a Amèrica Llatina. A més va presentar una aguda crítica, en la relació el continent tenia amb el pensament europeu, establint la necessitat de constituir formes particulars de comprendre la pròpia realitat".
En el llibre, el filòsof retrata a Amèrica com a “inestable, frèvol, fràgil; com un esbós, un naixement recent, una aparició encara borrosa, un esbós sense acabar. L'americà és, abans que res, un poble jove i com a tal, està travessat per ombres, així com per errors i faltes”.

## Obres
- Dos palabras sobre la América y su porvenir: la Patria, Imprenta chilena, Santiago, 1861.
- La religión de un americano, Imprenta de la Unión Americana, Santiago, 1861.
- La personalidad política: los pobres y los ricos o lo consumado y lo posible, Imprenta de la Patria, Valparaíso, 1872.
- Los ricos y los pobres o lo consumado y lo posible, Estudio introductorio de Rodrigo Castro Orellana y Martín Ríos López, Cenaltes Ediciones, Viña del Mar, 2015. ISBN 978-956-9522-02-4
- La pesonnalité, Typographie Ve, Bruxelles, 1877.
- La personalidad política y la América del porvenir, Imprenta y Encuadernación Universitaria, Santiago, 1907.
- La personalidad Política y la América del porvenir, Edición, Estudio Introductorio, Notas y Apéndice de Pablo Martínez y Francisco Cordero, Ediciones Universitarias de Valparaíso, Valparaíso, 2013. ISBN 978-956-17-0568-5